# Sarota neglecta
Espèce
Sarota neglecta est une espèce d'insectes lépidoptères (papillons) appartenant à la famille des Riodinidae et au genre Sarota.

## Taxonomie
Sarota neglecta a été décrit par Hans Ferdinand Emil Julius Stichel en 1910 sous les noms de Charis chrysus neglecta forme alacer et de Sarota chrysus neglecta.
En 1998 Jason Piers Wilton Hall a remanié la classification.

### Nom vernaculaire
Sarota neglecta se nomme Neglected Sarota en anglais.

## Description
Sarota neglecta est un papillon qui possède deux longues queues à chaque aile postérieure. Son dessus est de couleur marron.
Le revers est rouge cuivre avec une marge ocre limitée par une ligne bleu argenté, la plus externe d'une ornementation de lignes complètes ou partielles bleu argenté, ornementation complétée par des taches blanches, des bandes ocre partielles ou complètes et des soulignés noirs.

## Écologie et distribution
Sarota neglecta est présent au Costa Rica, au Venezuela, en Colombie et en Équateur,.

### Protection
Pas de statut de protection particulier.